# Emil Paul Böhme

Emil Paul Böhme 1891 als Corpsstudent

Emil Paul Böhme (* 5. September 1838 in Berlin; † 29. Oktober 1894 in Charlottenburg) war ein deutscher Baustoffkundler und Vorsteher der Königlichen Prüfungsstation für Baumaterialien bei der Technischen Hochschule Charlottenburg.

## Lebensweg
Nach der Promotion zum Dr. phil. an der Universität Göttingen im Jahre 1871 wurde Emil Paul Böhme 1875 als Vorsteher an die neu gegründete Königliche Prüfungsstation an der Berliner Bauakademie berufen. Bis zu seinem Tode im Jahre 1894 leitete er die Prüfungsstation, in den letzten Jahren als Professor. Zu seinem Nachfolger wurde Max Gary berufen.
Böhme entwickelte ein Prüfverfahren zur Messung des Verschleißwiderstandes von Estrichen und anderen Werkstoffen sowie das dazugehörige Prüfgerät, die Böhmescheibe. Der aus diesem Verfahren resultierende mechanische Kennwert wird als Verschleißwiderstand nach Böhme bezeichnet und ist in der DIN EN 13813 beschrieben. Des Weiteren entwickelte er einen Hammerapparat, den Hammerapparat nach Böhme, zur Zug- und Druckfestigkeitsprüfung von Probekörpern.
Emil Paul Böhme war Angehöriger des Corps Saxonia-Berlin. Er war auch Mitglied des Vereins Deutscher Ingenieure (VDI).

## Ehrungen
Emil Paul Böhme wurde zum Krönungs- und Ordensfest 1886 mit dem preußischen Roten Adler-Orden IV. Klasse ausgezeichnet. 1890 erhielt er das Ritterkreuz des Königlich dänischen Dannebrog-Ordens.

## Veröffentlichungen
- Die Festigkeit der Baumaterialien, Band 1 1876
- Cement-Untersuchungen aus dem Betriebsjahre 1883/84, Mittheilungen aus den königlichen technischen Versuchsanstalten zu Berlin, 3 (1), 1885, S. 15–22
- Untersuchung von Granit, Syenit und Porphyr aus den Steinbrüchen des Fabrikbesitzers Erhardt Adermann in Weißenstadt (Fichtelgebirge), Mittheilungen aus den königlichen technischen Versuchsanstalten zu Berlin, 3 (1), 1885, S. 23–25
- Untersuchung von Thon- und Steinzeug-Röhren aus verschiedenen Fabriken, Mittheilungen aus den königlichen technischen Versuchsanstalten zu Berlin, 3 (1), 1885, S. 26
- Resultate der Untersuchungen von natürlichen Gesteinen auf Druckfestigkeit, Mittheilungen aus den königlichen technischen Versuchsanstalten zu Berlin, 3 (1), 1885, S. 33–42
- Automatischer Form-Apparat zur Herstellung von gleichmäßigen Druckprobekörpern aus Cement- oder Kalkmörteln, Mittheilungen aus den königlichen technischen Versuchsanstalten zu Berlin, 3 (1), 1885, S. 43–46
- Ueber den Einfluß der Zusätze von verschiedenen pulverförmigen Substanzen auf Portland-Cemente, Mittheilungen aus den königlichen technischen Versuchsanstalten zu Berlin, 3 (2), 1885, S. 78
- Untersuchung der Cemente auf Volumenbeständigkeit nach verschiedenen Methoden, Mittheilungen aus den königlichen technischen Versuchsanstalten zu Berlin, 3 (2), 1885, S. 93–94
- Untersuchung von Traß-Kalk-Mörteln aus Traß von Gerhard Herfeldt in Andernach und sieben verschiedenen Kalksorten, auf Antrag des Haupt-Büreaus der Mainkanalisirung in Frankfurt a. M., Mittheilungen aus den königlichen technischen Versuchsanstalten zu Berlin, 3 (3), 1885, S. 109–118
- Untersuchung von Granit aus den in Häslich bei Bischheim in Sachsen gelegenen Granitbrüchen der Firma Carl Sparmann & Co. in Demitz, Mittheilungen aus den königlichen technischen Versuchsanstalten zu Berlin, 3 (3), 1885, S. 119–123
- Untersuchungen von natürlichen Gesteinen auf Festigkeit, specifisches Gewicht, Härtegrad, Wasseraufnahme, Cohäsionsbeschaffenheit und Wetterbeständigkeit, Mittheilungen aus den königlichen technischen Versuchsanstalten zu Berlin, 3 (3), 1885, S. 124–134
- Untersuchung von Kalk-Traß-Mörteln aus Kalk von May & Urban in Diez a. d. Lahn und vier verschiedenen Traßarten, Mittheilungen aus den königlichen technischen Versuchsanstalten zu Berlin, 3 (4), 1885, S. 160–162
- Untersuchung von künstlichen Steinen, Mittheilungen aus den königlichen technischen Versuchsanstalten zu Berlin, 4 (1), 1886, S. 15–25
- Resultate der Untersuchungen mit imprägnirten und nicht imprägnirten Holzproben, Mittheilungen aus den königlichen technischen Versuchsanstalten zu Berlin, 4 (1), 1886, S. 26–34
- Resultate der Untersuchungen über den Einfluß des Frostes bei mit Schlackenzusatz versehenen Portland-Cementen, ausgeführt im Auftrage des Herrn Ministers der öffentlichen Arbeiten, Mittheilungen aus den königlichen technischen Versuchsanstalten zu Berlin, 4 (2), 1886, S. 50–88
- Resultate der Untersuchungen von künstlichen Steinen auf Druckfestigkeit, Mittheilungen aus den königlichen technischen Versuchsanstalten zu Berlin, 4 (4), 1886, S. 143–158
- Ergebnisse der Untersuchungen von Baumaterialien für den Neubau der Domthürme zu Halberstadt, Mittheilungen aus den königlichen technischen Versuchsanstalten zu Berlin, 6 (1), 1888, S. 49–62
- Untersuchung von Isolirplatten und Dachpappen, Mittheilungen aus den königlichen technischen Versuchsanstalten zu Berlin, 6 (4), 1888, S. 131–159
- Ueber Treiberscheinungen stark magnesiahaltiger Elemente, Mittheilungen aus den königlichen technischen Versuchsanstalten zu Berlin, 6 (4), 1888, S. 160–163
- Ergebnisse der Untersuchungen von Xylolithproben aus der in Zaukeroda bei Pottschappel-Dresden gelegenen Fabrik des Herrn Ingenieur S. G. Cohnfeld in Dresden, Mittheilungen aus den königlichen technischen Versuchsanstalten zu Berlin, 6 (4), 1888, S. 164–168
- Ergebnisse der Untersuchungen von hellgrauen, 90 Tage alten Gußsteinproben aus der internationalen Sandstein-Gießerei „Ischirota“ in Berlin, Mittheilungen aus den königlichen technischen Versuchsanstalten zu Berlin, 6 (4), 1888, S. 168–171
- Untersuchung eines kleinen Gebäudes auf Feuerbeständigkeit, welches auf dem Grundstücke der königlichen technischen Hochschule in Charlottenburg nach Rabitz-Patent errichtet wurde, Mittheilungen aus den königlichen technischen Versuchsanstalten zu Berlin, 6 (4), 1888, 171–180
- Ueber den Einfluß des Frostes auf die Festigkeit der Zemente, Mittheilungen aus den königlichen technischen Versuchsanstalten zu Berlin, 7 (1), 1889, S. 43–49
- Resultate der Untersuchungen des in der Eifel vorkommenden Sandes in Bezug auf seine Verwendbarkeit zur Mörtelbereitung – ausgeführt im Auftrage des Herrn Ministers für Handel und Gewerbe, Mittheilungen aus den königlichen technischen Versuchsanstalten zu Berlin, 7, Ergänzungsheft 1, 1889, S. 1–26
- Resultate der Untersuchungen des in der Eifel vorkommenden vulkanischen Sandes in Bezug auf seine Verwendbarkeit zur Mörtelbereitung – ausgeführt im Auftrage des Herrn Ministers für Handel und Gewerbe – mit zwei Tafeln, Mittheilungen aus den königlichen technischen Versuchsanstalten zu Berlin, 7, Ergänzungsheft 1, 1889, S. 3–26
- Untersuchungen von natürlichen Gesteinen auf Festigkeit, specifisches Gewicht, Härtegrad, Wasseraufnahme, Kohäsionsbeschaffenheit und Wetterbeständigkeit, Mittheilungen aus den königlichen technischen Versuchsanstalten zu Berlin, 7, Ergänzungsheft 2, 1889, S. 1–48
- Untersuchungen von natürlichen Gesteinen auf Festigkeit, spezifisches Gewicht, Härtegrad, Wasseraufnahme, Cohäsionsbeschaffenheit und Wetterbeständigkeit - mit einer Lichtdrucktafel, Mittheilungen aus den königlichen technischen Versuchsanstalten zu Berlin, 7, Ergänzungsheft 2, 1889, S. 3–47
- Zementuntersuchungen aus den Betriebsjahren 1887/88 und 1888/89, Mittheilungen aus den königlichen technischen Versuchsanstalten zu Berlin, 8 (1), 1890, S. 22–49
- Untersuchungen von weißem Marmor aus den der Aktien-Gesellschaft für Marmor-Industrie Kiefer in Kiefersfelden (Oberbayern) gehörigen Marmorbrüchen des Unterberges, Mittheilungen aus den königlichen technischen Versuchsanstalten zu Berlin, 8 (2), 1890, S. 94–99
- Untersuchungen von weißem Sandstein aus einem dem Herrn Steinmetzmeister Carl Schilling in Berlin gehörigen Steinbruche in Friedersdorf bei Cudova (Heuscheuergebirge), Mittheilungen aus den königlichen technischen Versuchsanstalten zu Berlin, 8 (2), 1890, S. 100–102
- Untersuchungen von sechs Bruchsteingattungen aus den dem Herrn Rud. Ebert zu Wurzen in Sachsen gehörigen Steinbrüchen, Mittheilungen aus den königlichen technischen Versuchsanstalten zu Berlin, 8 (2), 1890, S. 102–105
- Untersuchung eines Kalkes aus dem Kalkwerk Schulz zu Sötenich in der Eifel, Mittheilungen aus den königlichen technischen Versuchsanstalten zu Berlin, 8 (2), 1890, S. 106–108
- Vergleichende Untersuchungen von Puzzolan-, Portland- und Roman-Zementen, Mittheilungen aus den königlichen technischen Versuchsanstalten zu Berlin, 8 (5), 1890, S. 256–269
- Resultate der Untersuchungen von künstlichen Steinen, Mittheilungen aus den königlichen technischen Versuchsanstalten zu Berlin, 9 (4–5), 1891, S. 151–239
- Zementuntersuchungen aus den Betriebsjahren 1888/90 und 1890/91, Mittheilungen aus den königlichen technischen Versuchsanstalten zu Berlin, 9 (4–5), 1891, S. 240–267
- Untersuchungen auf Feuerbeständigkeit an zwei kleinen Gebäuden, welche auf dem Grundstücke bei Königlichen Technischen Hochschule in Charlottenburg aus Schilfbrettern nach dem System Giraudi errichtet wurden, Mittheilungen aus den königlichen technischen Versuchsanstalten zu Berlin, 9 (4–5), 1891, S. 268–270
- Ergebnisse der Untersuchungen von Bitumelithproben, Mittheilungen aus den königlichen technischen Versuchsanstalten zu Berlin, 9 (6), 1891, S. 303–307
- Untersuchungen von Zement-, Kalk- und Kalktraß-Mörteln, Mittheilungen aus den königlichen technischen Versuchsanstalten zu Berlin, 10 (1), 1892, S. 46–53
- Ergebnisse der Untersuchungen von fünf Kunstlandsteinsorten, Mittheilungen aus den königlichen technischen Versuchsanstalten zu Berlin, 10 (4), 1892, S. 169–179
- Untersuchungen von Kunstsandstein-Masse: Mittheilungen aus den königlichen technischen Versuchsanstalten zu Berlin, 10 (4), 1892, S. 180–182
- Resultate der Untersuchungen eines Gußmaterials – (Terra cotta-Imitation), Mittheilungen aus den königlichen technischen Versuchsanstalten zu Berlin, 10 (4), 1892, S. 183–185
- Untersuchungen von natürlichen Gesteinen auf Festigkeit, spezifisches Gewicht, Wasseraufnahme und Abnutzbarkeit, Mittheilungen aus den königlichen technischen Versuchsanstalten zu Berlin, 10 (5), 1892, S. 188–229
- Zementuntersuchungen aus den Betriebsjahren 1891/92 und 1892/93, Mittheilungen aus den königlichen technischen Versuchsanstalten zu Berlin, 11 (4), 1893, S. 200–227
- Ergebnisse der Untersuchungen der (Baumaterialien) zum Bau der Wasserwerke in Remscheid und zur Anlage der Thalsperre, Mittheilungen aus den königlichen technischen Versuchsanstalten zu Berlin, 11 (4), 1893, S. 228–240